# 가브리엘 페르난데스 아레나스
가브리엘 페르난데스 아레나스(Gabriel Fernández Arenas, 1983년 7월 10일, 마드리드 ~)는 약칭 가비(Gabi)로 알려진 스페인의 전 축구 선수로, 미드필더로 활약했다.

## 축구 경력
가비는 마드리드 출신이다. 아틀레티코 마드리드 유스 아카데미를 졸업한 그는 매트릭스 제작자들 (Colchoneros) 1군의 데뷔 시즌에 적은 출장을 기록하였다. 그는 또다른 수도 연고의 클럽인 헤타페로의 임대 후, 2005년부터 2007년 사이에 52번의 라 리가 경기에 출전하였고, 2006년 4월 9일에는 1-1로 비긴 에스파뇰 원정 경기에서 2년간의 유일한 득점에 성공하였다.
2007년 2월 초, 가비는 레알 사라고사로 €9M의 가격에 이적하여, 7월부터 유효한 계약을 체결하였다. 그는 첫 시즌동안 부동의 선발 자리를 차지하였으나, 아라곤 연고의 클럽은 1부 리그에서 강등되었다.
수비형 미드필더인 가비는 2008-09 시즌에 35번 출전하여 4골을 득점하며, 사라고사가 1년전에 쫓겨났던 자리로 복귀하는데 도왔다. 그 다음 시즌, 그는 또다시 부동의 선발 자리를 차지하였고, 팀은 리그를 14위로 마감하였다.
그는 2010-11 시즌에도 주전으로 활약하였고, 징계로 빠진 한 경기만 결장하였으며, 가비는 데뷔 이후 최다인 11골을 득점하여 사라고사를 강등으로부터 구해냈는데, 이 중 6골은 페널티킥으로 기록하였고, 그는 주장 완장도 착용했었다. 2011년 3월 12일, 그는 4-0으로 이긴 발렌시아와의 홈 경기에서 멀티골을 삽입하였고; 4월 30일, 그는 곤경에 빠진 와중에 레알 마드리드 원정에서 득점하며 3-2 승리를 도왔으며, 마지막 경기인 레반테전에서는 멀티골로 2-1 승리를 견인하면서 팀의 잔류를 확정지었다.
2011년 7월 1일, 가비는 아틀레티코 마드리드로 €3M의 이적료에 복귀하였다. 그는 12월 3일, 3-1로 이긴 라요 바예카노와의 경기에서 복귀 후의 첫 골을 기록하였고, 아군 골망도 갈랐는데, 그는 복귀 후의 첫 시즌 대부분을 선발로 출전하며 클럽의 또다른 유스 아카데미 졸업생인 마리오 수아레스와 수비형 중원 듀오를 이루었다.
2012-13 시즌에 가비는 17년만에 처음으로 우승한 코파 델 레이의 7경기를 포함하여 총 45번의 공식 경기에 출전하였다. 그는 디에고 시메오네에 의해 팀의 새 주장으로 선정되었다.
2018년 7월 2일, 알사드로 이적했다.

## 수상

#### 아틀레티코 마드리드
- 라리가: 2013–14
- 국왕컵: 2012–13
- 수페르코파 데 에스파냐: 2014
- UEFA 유로파리그: 2011–12, 2017–18
- UEFA 슈퍼컵: 2012
- UEFA 챔피언스리그 준우승: 2013–14, 2015–16

#### 스페인
- FIFA U-20 월드컵 준우승: 2003

#### 개인
- 라리가 올해의 팀[10] : 2013-14
- UEFA 챔피언스리그 시즌 스쿼드[11] : 2013-14, 2015-16
- UEFA 유로파리그 시즌 스쿼드[11] : 2017-18

## 통계
2020년 11월 29일 기준
| 클럽                | 시즌      | 리그            | 리그 | 리그 | 컵대회 | 컵대회 | 대륙 | 대륙 | 기타 | 기타 | 합계 | 합계 |
| 클럽                | 시즌      | 리그명          | 출장 | 득점 | 출장   | 득점   | 출장 | 득점 | 출장 | 득점 | 출장 | 득점 |
| ------------------- | --------- | --------------- | ---- | ---- | ------ | ------ | ---- | ---- | ---- | ---- | ---- | ---- |
| 헤타페              | 2004–05   | 라 리가         | 32   | 2    | 2      | 0      | —    | —    | —    | —    | 34   | 2    |
| 사라고사            | 2007–08   | 라 리가         | 32   | 0    | 3      | 0      | 2    | 0    | —    | —    | 37   | 0    |
| 사라고사            | 2008–09   | 세군다 디비시온 | 35   | 4    | —      | —      | —    | —    | —    | —    | 35   | 4    |
| 사라고사            | 2009–10   | 라 리가         | 32   | 1    | 2      | 0      | —    | —    | —    | —    | 34   | 1    |
| 사라고사            | 2010–11   | 라 리가         | 36   | 10   | 2      | 1      | —    | —    | —    | —    | 38   | 11   |
| 사라고사            | 합계      | 합계            | 135  | 16   | 7      | 1      | 2    | 0    | —    | —    | 144  | 16   |
| 아틀레티코 마드리드 | 2003–04   | 라 리가         | 6    | 0    | 1      | 0      | —    | —    | —    | —    | 7    | 0    |
| 아틀레티코 마드리드 | 2004–05   | 라 리가         | —    | —    | —      | —      | 3    | 0    | —    | —    | 3    | 0    |
| 아틀레티코 마드리드 | 2005–06   | 라 리가         | 32   | 1    | 1      | 0      | —    | —    | —    | —    | 33   | 1    |
| 아틀레티코 마드리드 | 2006–07   | 라 리가         | 20   | 0    | 2      | 0      | —    | —    | —    | —    | 22   | 0    |
| 아틀레티코 마드리드 | 2011–12   | 라 리가         | 31   | 2    | 1      | 0      | 17   | 1    | —    | —    | 49   | 3    |
| 아틀레티코 마드리드 | 2012–13   | 라 리가         | 35   | 0    | 8      | 0      | 2    | 0    | 1    | 0    | 46   | 0    |
| 아틀레티코 마드리드 | 2013–14   | 라 리가         | 36   | 3    | 7      | 0      | 12   | 0    | 2    | 0    | 57   | 3    |
| 아틀레티코 마드리드 | 2014–15   | 라 리가         | 34   | 0    | 5      | 0      | 7    | 0    | 2    | 0    | 48   | 0    |
| 아틀레티코 마드리드 | 2015–16   | 라 리가         | 35   | 1    | 4      | 0      | 12   | 0    | —    | —    | 51   | 1    |
| 아틀레티코 마드리드 | 2016–17   | 라 리가         | 34   | 0    | 5      | 0      | 11   | 0    | —    | —    | 50   | 0    |
| 아틀레티코 마드리드 | 2017–18   | 라 리가         | 34   | 0    | 3      | 0      | 13   | 1    | —    | —    | 50   | 1    |
| 아틀레티코 마드리드 | 합계      | 합계            | 297  | 7    | 37     | 0      | 77   | 2    | 5    | 0    | 416  | 9    |
| 알 사드             | 2018-19   | 카타르 리그     | 21   | 0    | 6      | 0      | 9    | 0    | —    | —    | 36   | 0    |
| 알 사드             | 2019-20   | 카타르 리그     | 14   | 0    | 3      | 0      | 8    | 0    | 6    | 0    | 31   | 0    |
| 알 사드             | 합계      | 합계            | 35   | 0    | 9      | 0      | 17   | 0    | 6    | 0    | 67   | 0    |
| 경력 합계           | 경력 합계 | 경력 합계       | 499  | 24   | 55     | 2      | 97   | 2    | 11   | 0    | 662  | 28   |

1. 1 2 3  UEFA 유로파리그 출전 횟수
2. ↑  UEFA 슈퍼컵 출전 횟수
3. 1 2 3 4  UEFA 챔피언스리그 출전 횟수
4. 1 2  수페르코파 데 에스파냐 출전 횟수